# Słabowo
Słabowo est un village polonais de la voïvodie de Varmie-Mazurie, dans le powiat de Giżycko.

## Situation géographique
Słabowo est situé à l'est de la Voïvodie de Varmie-Mazurie, à 24 kilomètres au sud-ouest du chef-lieu de district Giżycko et à six kilomètres à l'ouest de la ville Ryn.

## Histoire
Le village s'appelait Stabowen après 1777, puis Slabowen jusqu'en 1928. Il a existé jusqu'en 1945 et faisait partie de l'arrondissement de Lötzen (de) dans le district de Gumbinnen.
Entre 1874 et 1912, Slabowen était rattaché au bureau d'état civil de Gneist, puis jusqu'en 1945 au Ryn.
En vertu des dispositions du Traité de Versailles, la population de la région de vote d'Allenstein, à laquelle appartenait Slabowen, vota le 11 juillet 1920 sur la poursuite de son appartenance étatique à la province de Prusse-Orientale (et donc à l'Allemagne) ou le rattachement à la Pologne. A Slabowen, 220 habitants ont voté pour le maintien dans la Prusse orientale, aucun vote n'a été enregistré en faveur de la Pologne. Le 12 juin 1928, Slabowen fut rebaptisé "Langenwiese".
À la suite de la guerre, le village fut rattaché à la Pologne en 1945 avec tout le sud de la province de Prusse-Orientale et reçut le nom polonais de "Słabowo". Aujourd'hui, il est le siège d'une Sołectwo au sein de la commune urbaine et rurale.

## Démographie
En 1910, 274 habitants étaient enregistrés à Slabowen. Leur nombre est tombé à 255 en 1933 et à 260 en 1939. Il contait 65 habitants en 2011.

## Sources
- (de) Cet article est partiellement ou en totalité issu de l’article de Wikipédia en allemand intitulé « Słabowo » (voir la liste des auteurs).
- (de) Citypopulation.de